# NGC 6932
NGC 6932 ist eine linsenförmige Galaxie vom Hubble-Typ SB0 im Sternbild Pfau am Südsternhimmel. Sie ist schätzungsweise 163 Millionen Lichtjahre von der Milchstraße entfernt.
Das Objekt wurde am 29. Juni 1835 von John Herschel entdeckt.